# Abadarão
Abadarão foi o nome atribuído, numa versão ocidentalizada, pelos cronistas portugueses ao capitão-mor da Armada de Calecute. Foi derrotado por D. Francisco de Almeida e desapareceu sem deixar rasto.